# Mazda B600
O B600 foi um carro fabricado pela Mazda, derivado do Mazda R360, exclusivamente para o mercado de exportação. Utiliza um motor de 577 cc V-twin.

## História B360 / B600
Veículo introduzido em fevereiro de 1961, o Mazda B360, foi disponibilizado como uma pickup (KBBA33) ou como uma van leve (KBBAV) versão de passageiros do Mazda R360 um Kei car. Possuía um motor em V de dois cilindros OHV de 366 centímetros cúbicos que produziam 13,5 horses power (10,1 quilowatts) de potência, tinha peso total de apenas 535 quilogramas (1 180 libras). Em 1961 uma versão somente para exportação foi introduzida, similar ao B360 mas com aumento na cilindrada para 577 centímetros cúbicos em V de dois cilindros refrigerado a ar. Este motor produzia 20,1 horses power (15,0 quilowatts).
Em 1963 o B360 ganhou um motor de quatro cilindros com 358 centímetros cúbicos e 20,1 horses power (15,0 quilowatts) DB OHV proveniente do modelo Mazda Carol. Ele também recebeu uma atualização, com a modificação de sua grelha fontal aumentada ficando semelhante ao do modelo Mazda B1500 pickup. Os códigos de modelo foram mudados para KBDA33/KBDAV e um modelo Van DeLuxe foi adicionado, a velocidade máxima também aumentou de 67 quilômetros por hora (41,6 milhas por hora) para 79 quilômetros por hora (49,1 milhas por hora). Em outubro de 1966 o modelo recebeu uma nova atualização, e ficou com uma aparência mais moderna.
O B600 de dois cilindros foi um dos primeiros carros japoneses que causaram um grande impacto no mercado indonésio. O B600 apelidado de "Caixa de sabão" (Kotak Sabun) na Indonésia por causa de seu formato quadrado, foi utilizado por várias agências governamentais e utilidades públicas.

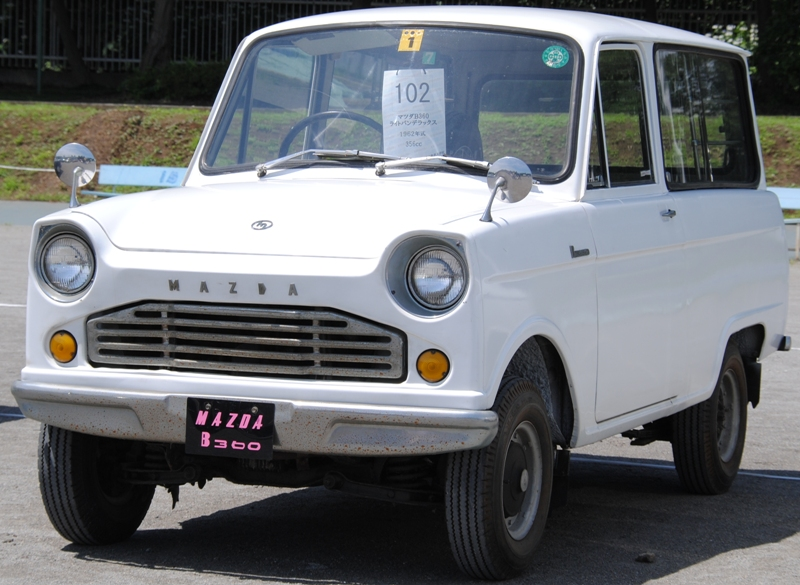
B360 (KBBAV) pré-facelift
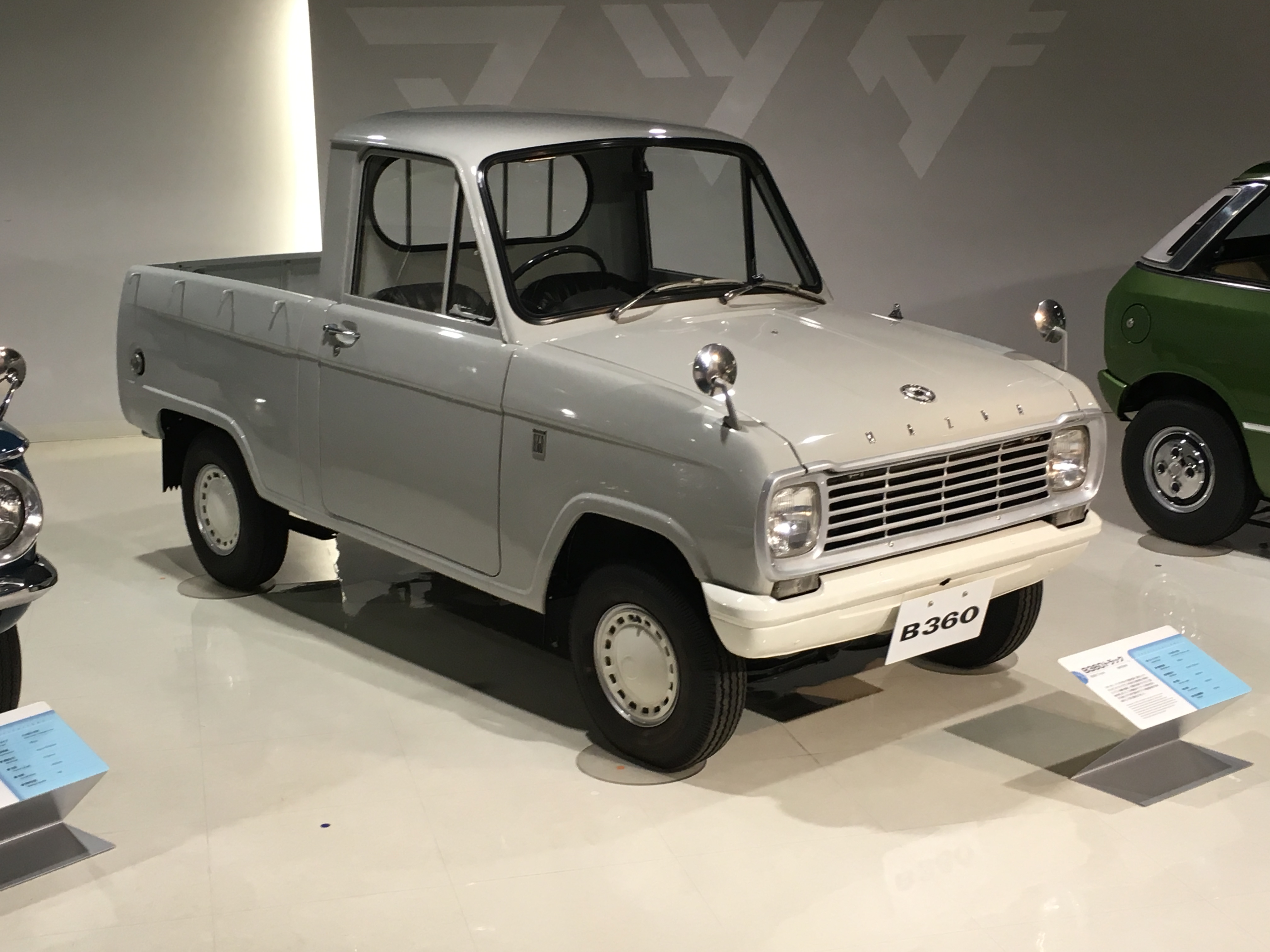
B360 pickup